# Campeonato Nacional de Clubes de Papúa Nueva Guinea
El Campeonato Nacional de Clubes de Papúa Nueva Guinea es la primera división de fútbol aficionado de Papúa Nueva Guinea fundada en 1976.

## Historia
Hasta 2006 era la primera división de Papúa Nueva Guinea organizada por la Papua New Guinea Football Association (PNGFA) hasta la creación de la Papua New Guinea National Soccer League de nivel semiprofesional. A mediados de los años 1970 la PNGFA hizo varios intentos por crear una liga de fútbol a nivel nacional, pero era poco factible por los costos de traslado de los clubes para viajar cada semana. En ese entonces había dos competiciones activas: la The Haus Bilas Cup, que era una competición a nivel distrital, y la National Club Championship, que involucraba a los campeones y subcampeones regionales. La National Club Championship era la primera división de facto en esos años, y generalmente se jugaba en Pascua.
La primera edición del campeonato se jugó en 1976, en la que el campeón fue el Mopi FC de Lae. En sus primeros años loe equipos dominantes provenían de Lae y Port Moresby, siendo el Mopi campeón por segunda ocasión en 1981 y Buresong FC, también de Lae, ganó en 1982 y 1984, mientras que cuatro equipos de Port Moresby ganaron cinco campeonatos entre 1976 y 1987: Germania FC (1977), Tarangau FC (1978, 1979), Guria FC (1986) y Westpac FC (1987).
Por el título ganado en 1986, el Guria FC clasificó a la primera edición de la Liga de Campeones de la OFC en 1987 en Adelaida, Australia. El club sería eliminado en la ronda clasificatoria.
De 1995 el 1999 el campeón fue el ICF University. Como el Campeonato de Clubes de Oceanía 2001 tendría como sede Port Moresby, tendría por segunda ocasión a un equipo de Papúa Nueva Guinea en el torneo, siendo ese equipo el Unitech, que terminó en cuarto lugar de su grupo.
Por cinco temporadas consecutivas el Sobou FC fue el campeón, el primero de ellos fue en 2001 donde venció por 3–1 al ICF University. En 2005 conseguiría el récord de títulos consecutivos. Como resultado, el Sobou clasificó a dos ediciones consecutivas de la Liga de Campeones de la OFC, pero en ambas ocasiones terminó sin victorias.
Con la aparición de la liga semi-profesional National Soccer League, la PNGFA decidió que ambas competiciones se jugaran de manera simultánea en 2006, donde los campeones de ambas ligas se enfrentarían en el "Overall Championship", una serie a dos partidos para definir al representante en la liga de Campeones de la OFC 2007-08. El University venció al Sobou en penales en la final, ganando su quinto título y con ello empatando al Sobou, antes de perder ante el campeón de la NSL Hekari United por 4–2 en el global.
En 2007 la National Club Championship no se jugó, mientras que en 2008 el campeón fue el Sunammad FC, el primer campeón de la provincia de Nueva Bretaña Occidental. Desde 2008 no se volvió a jugar el campeonato.
En junio de 2019 se anunció que la competición se reanudaría. Bajo un nuevo sistema basado en cuatro regiones del país – Norte (Momase), Sur (Papúa), Highlands y Islands – entre junio y julio de 2019, donde los ganadores de cada región se enfrentarían en una fase final en la capital Port Moresby en septiembre. El campeón fue el Mungkas FC, que logró su primer título al vencer por 1–0 al City United de Lae.

## Lista de Campeones
- 1976: Mopi FC
- 1977: Germania FC
- 1978: Tarangau FC
- 1979: Tarangau FC
- 1980: no se jugó
- 1981: Mopi FC
- 1982: Buresong FC
- 1983: no se jugó
- 1984: Buresong FC
- 1985: no se jugó
- 1986: Guria FC
- 1987: Westpac FC
- 1988: Guria Lahi
- 1989: Guria FC
- 1990: Leipon Manus
- 1991: desconocido
- 1992: Guria FC
- 1993: desconocido
- 1994: desconocido
- 1995: University
- 1996: University
- 1997: University
- 1998: University
- 1999: Guria Lahi
- 2000: Unitech FC
- 2001: Sobou FC
- 2002: Sobou FC
- 2003: Sobou FC
- 2004: Sobou FC
- 2005: Sobou FC
- 2006: University
- 2007: no se jugó
- 2008: Sunammad FC
- 2009–2018: no se jugó
- 2019: Mungkas FC

## Títulos por equipo
| Club         | Títulos |
| ------------ | ------- |
| Sobou FC     | 5       |
| University   | 5       |
| Guria FC     | 3       |
| Buresong FC  | 2       |
| Guria Lahi   | 2       |
| Mopi FC      | 2       |
| Tarangau     | 2       |
| Unitech FC   | 1       |
| Germania FC  | 1       |
| Westpac FC   | 1       |
| Leipon Manus | 1       |
| Sunammad FC  | 1       |
| Mungkas FC   | 1       |